# Georges Van Coningsloo
Georges Van Coningsloo (Wavre, 27 d'octubre de 1940 - Grez-Doiceau, 7 d'abril de 2002) va ser un ciclista belga, que fou professional entre 1963 i 1974. Durant la seva carrera aconseguí més de 30 victòries, sent les més destacades la París-Brussel·les i la Bordeus-París. Fou company d'equip d'Eddy Merckx.
És el pare del també ciclista Olivier Van Coningsloo.

## Palmarès
- 1963
  - 1r a la Brussel·les-Verviers
  - 1r a la Poly de Lió
- 1964
  - 1r a la París-Brussel·les
  - 1r als Boucles de Roquevaire
- 1965
  - 1r a l'Omloop van het Leiedal
  - 1r a la Volta a Limburg
  - 1r al Gran Premi de Fourmies
  - Vencedor d'una etapa de la París-Niça
  - Vencedor d'una etapa de la Dauphiné Libéré
  - Vencedor d'una etapa de la Volta a Bèlgica
- 1967
  - 1r a la Bordeus-París
  - 1r a la Gullegem Koerse
- 1969
  - Vencedor d'una etapa del Tour de l'Oise
- 1971
  - 1r al Gran Premi Pino Cerami
- 1972
  - 1r a la Fletxa Hesbignonne
- 1973
  - 1r al Circuit de Tournaisis

### Resultats al Tour de França
- 1964. Abandona (7a etapa)
- 1965. Abandona (11a etapa)
- 1966. Abandona (17a etapa)